# セミアクティブ・レーダー・ホーミング
セミアクティブ・レーダー・ホーミング（英語: Semi-active radar homing, SARH）は、ミサイル本体は受信機しか持たず、発射母体などミサイル外部にある送信機が目標に照射した電波（レーダー波）の反射波を用いてホーミング誘導を行う方式。誘導装置のうち半分（セミ）の送信機がミサイル外部にあることからセミアクティブと呼ばれる。

## 原理
レーダーを用いたホーミング誘導のうち、ミサイルには受信機のみを搭載して、地上レーダーや航空機など他のシステムが目標に照射した反射信号を受信して追いかける方式を指す。
ミサイル外部の追尾レーダーからの電波を用いてミサイルを誘導するという点ではビームライディングと類似するが、SARHの場合は目標に電波を照射するだけで、ビームライディングのようにレーダービームが高精度で目標を追尾する必要はなく、また反射波をミサイルで受信できれば距離に関係なく常に高い命中精度を得ることができる。またビームライディングでは特に命中直前にミサイルの飛翔経路が著しく湾曲し、理想となる直線経路から大きく離れてしまうのに対し、SARHはホーミング誘導であることから比例航法 (Proportional navigation) が基本となり、より直線的な経路で飛翔できるというメリットもある。
目標に対して発射されたレーダー波の反射エネルギーを利用してホーミング誘導を行うという点ではアクティブ・レーダー・ホーミング（ARH）と共通するが、アクティブ方式では送信機をミサイルに搭載しなければならないために制約があり、大きな出力を得られないのに対し、セミアクティブ方式では送信機は航空機や地上に設置されるために形状・重量に余裕が取れて大きな出力が得られるという利点がある。一方で、特に発射母体が送信を担っている場合、ミサイルが命中するまでは送信を続ける必要があり、回避行動などが制約されるという問題がある。このため、送信機が固体化されて小型軽量化および信頼性の改善が進むと、元来はセミアクティブ方式が用いられていた用途でもアクティブ方式が普及していくことになった。
ミサイルのシーカーの探知距離は発射母体のレーダーのものよりも短いため、遠距離の目標を射撃する場合には、SARH方式による誘導は終末航程のみとして、中途航程には慣性航法や指令航法などを併用し、時系列的な複合誘導方式とする場合が多い。